# Свеса
Свеса (на украински: Свеса; на руски: Свесса) е град в Северна Украйна, административен център на Сумска област. Населението на града през 2011 година е 7069 жители.
Има площ от 6,7 km², надморска височина 159 m.

В югоизток е резерв от местно значение, Синя-Криница.